# David Bettoni
Pour les articles homonymes, voir Bettoni (homonymie).
David Bettoni, né le 23 novembre 1971 à Saint-Priest (Rhône), est un footballeur français devenu entraîneur.
Il évolue au poste de milieu de terrain et joue la majeure partie de sa carrière de joueur à l'Association sportive de Cannes, puis dans des modestes clubs français et italiens, de deuxième, troisième et quatrième division. En tant qu'entraîneur, il commence par entraîner les équipes de jeunes de l'AS Cannes puis il devient entraîneur-adjoint de Zinédine Zidane au Real Madrid Castilla puis dans l'équipe première du Real Madrid.
Étroitement lié à Zinédine Zidane, il le suit en Italie en 1996 lorsque celui-ci est transféré à la Juventus, jouant dans de modestes clubs de la région de Turin. Il suit ensuite Zidane à Madrid en 2001 lors de son transfert au Real Madrid, mettant alors en pause sa carrière pour épauler son ami.
En 2014, lorsque Zidane est nommé entraîneur principal du Real Madrid Castilla, équipe réserve du Real Madrid, David Bettoni le suit en tant qu'entraîneur-adjoint. Puis, en 2016, en milieu de saison, lorsque Zidane devient entraîneur de l'équipe première du club, Bettoni le suit à nouveau. En 2016, 2017 et 2018, l'équipe remporte la Ligue des champions de l'UEFA, compétition européenne la plus prestigieuse.
Il est nommé entraîneur du Club africain en Tunisie en juillet 2024.

## Biographie

### Joueur
Originaire de Saint-Priest, il évolue à l'ASPTT Lyon lorsqu'il est repéré par Alain Moizan lors d'un match opposant son équipe au Cavigal Nice. Celui-ci lui propose alors de faire un stage au centre de formation de l'Association sportive de Cannes, dont il est le manager général. Puis, sur demande de Jean Fernandez, alors entraîneur de l'équipe première, il est engagé par le club.
Lors de ces années de formation, il rencontre Zinédine Zidane et devient l'un de ses amis proches,,. Il fait ses débuts dans l'équipe première qui évolue en première division lors de la saison 1991-1992. Néanmoins, le club termine avant-dernier et est relégué en Division 2. Le joueur joue alors rarement avec l'équipe première et fait l'objet de plusieurs prêts à des clubs de deuxième division. Il est en effet prêté au Football Club Istres pour la saison 1993-1994, avec lequel il joue 34 matchs. L'équipe se classe à la dernière place en fin de saison et est relégué en troisième division. Après une saison durant laquelle il ne joue aucun match avec l'équipe première de l'AS Cannes, il est de nouveau prêté, en 1995-1996, à l'Olympique d'Alès en Cévennes, qui finit également dernier du classement de deuxième division en fin de saison.
En 1996, lorsque son ami Zinédine Zidane est recruté par le prestigieux club italien de la Juventus de Turin, David Bettoni le suit en Italie et « il y a alors [à la Juventus] un dirigeant capable de trouver un club à ce modeste milieu de terrain français » puisque ce dernier va connaître ensuite une carrière dans des clubs piémontais de troisième et quatrième division. Il signe d'abord à l'Avezzano Calcio qui évolue en troisième division (Série C1). Le club descend en quatrième division (Série C2) à l'issue de la saison, terminant dernier de son groupe. Bettoni quitte le club et s'engage avec l'Alexandrie Calcio qui évolue en Série C1. Néanmoins, Bettoni connaît une nouvelle descente en quatrième division après la défaite du club lors des play-offs de fin de saison. Après une saison et demie en Série C2, d'abord avec l'Alexandrie Calcio puis avec le Novare Calcio où il joue quelques mois, il signe avec l'Associazione Sportiva Lucchese Libertas 1905, qui évolue en troisième division. Il rejoint ensuite l'US Brescello qui est relégué en quatrième division en fin de saison 2000-2001.
En 2001, Bettoni fait une pause dans sa carrière lors du départ de Zidane pour le Real Madrid où il l'accompagne, puis il revient en France et joue une saison à l'Union sportive Créteil-Lusitanos, qui évolue en deuxième division, puis fait son retour à l'AS Cannes maintenant en troisième division.

### Entraîneur

#### Formateur
À la fin de sa carrière de joueur, encouragé par la direction du club cannois, il devient formateur à l'AS Cannes où il commence par s'occuper des moins de 13 ans et des moins de 14 ans. En février 2006, il obtient le BEES 2e degré. Par la suite, il devient notamment entraîneur des moins de dix-neuf ans et passe également les diplômes d'entraîneur professionnel à l'institut national du football de Clairefontaine,.

#### Adjoint de Zinédine Zidane
En juillet 2013, il rejoint le Real Madrid Club de Fútbol, où Zidane est entraîneur-adjoint de l'équipe première, afin de s'occuper de la Real Madrid Castilla, équipe réserve du club, notamment en ce qui concerne le recrutement et la supervision des adversaires,.
À partir de la saison 2014-2015, Zidane devient l'entraîneur principal de la Real Madrid Castilla et Bettoni devient son adjoint. En 2014, Zidane est suspendu trois mois de ses activités d'entraîneur car il ne possède pas le diplôme requis, à savoir le DEPF (diplôme d'entraîneur professionnel de football). Bettoni, qui possède ce diplôme, assure officiellement l'intérim,.
Le 4 janvier 2016, Zidane est nommé entraîneur de l'équipe première du Real Madrid et David Bettoni le suit et devient son entraîneur-adjoint,.
Il remporte le 28 mai 2016, en tant qu'entraineur-adjoint de Zinédine Zidane, la Ligue des Champions 2015-2016. L'équipe réalise l'exploit de remporter trois fois consécutives la compétition en 2016, 2017 et 2018.
En juin 2018, Zidane annonce qu'il quitte le Real Madrid. Après seulement quelques mois d'absence, celui-ci retrouve son poste en mars 2019. Bettoni continue de suivre son ami en tant qu'adjoint.

#### Entraîneur principal
En mars 2023, il s'engage en tant qu'entraîneur principal du FC Sion. Il est remercié en mai 2023 après une lourde défaite (5-0) dans un derby contre le Servette FC, sixième défaite de son mandat, pour deux victoires et deux nuls.
En juillet 2024, il est nommé entraîneur du Club africain en Tunisie .Après une saison 2024/2025 mouvementée, il a quitté le club et a adressé un message d'adieu aux supporters du CA sur Instagram. Il remercie les fans, se dit fier de son expérience au Parc A et exprime sa gratitude envers les joueurs pour cette "belle aventure humaine", concluant par "Clubiste pour toujours".   